# Festival international du film de Morelia
Le Festival international du film de Morelia est un festival de cinéma se déroulant à Morelia au Mexique. Il se déroule au mois d'octobre.

## Sections en compétition et prix
Les sections en compétition dans la sélection officielle du festival sont :
- Long métrage mexicain
- Documentaire mexicain
- Court métrage mexicain
- Section du Michoacán

Les prix officiels décernés lors du festival sont :
- Ojo (litt. œil) du premier ou du deuxième long métrage mexicain
- Ojo du long métrage mexicain
- Ojo du meilleur réalisateur de long métrage mexicain
- Ojo de la meilleure actrice dans un long métrage mexicain
- Ojo du meilleur acteur dans un long métrage mexicain
- Ojo du long métrage documentaire mexicain
- Ojo du court-métrage d'animation mexicain
- Ojo du court-métrage documentaire mexicain
- Ojo du court-métrage de fiction mexicain
- Ojo de la section du Michoacán

El Ojo est une sculpture conçue spécialement pour le FICM par l'artiste du Michoacán Javier Marín (es).
En outre, le festival organise un concours de scénarios de courts-métrages du Michoacán, auquel participent des scénarios écrits par des auteurs nés ou résidant dans le Michoacán.
Autour du festival, des films sont mis en ligne, à disposition du public, qui vote pour un Prix du public.
Des invités spéciaux de renom dans le monde du cinéma sont invités aux dernières occurrences du festival.

## Vainqueurs des prix

### Long-métrage mexicain
| Année | Édition | Meilleur long-métrage mexicain | Prix du public | Autres prix |
| ----- | ------- | --- | --- | --- |
| 2007  | 5°      | ¿Dónde están sus historias? de Nicolás Pereda (es) | Quemar las naves de Francisco Franco Alba                                                                                                  | Prix AMC de la meilleure photographie pour un long-métrage mexicain Quemar las naves de Francisco Franco Alba |
| 2008  | 6°      | Los Bastardos d'Amat Escalante | Cinq Jours sans Nora (Cinco días sin Nora) de Mariana Chenillo (en)                                                                        | |
| 2009  | 7°      | Alamar de Pedro González-Rubio | Alamar de Pedro González-Rubio Prix du public pour un long-métrage étranger : Soundtrack for a Revolution de Bill Guttentag et Dan Sturman | Mention spéciale Vaho d'Alejandro Gerber Bicecci |
| 2010  | 8°      | Las marimbas del infierno de Julio Hernández Cordón | Acorazado d'Álvaro Curiel de Icaza | Mention spéciale Tierra Madre d'Aideé González et Dylan Verrechia |
| 2011  | 9°      | El premio de Paula Markovitch | | |
| 2012  | 10°     | No quiero dormir sola (es) de Natalia Beristáin (es) | | |
| 2013  | 11°     | Workers de José Luis Valle | | |
| 2014  | 12°     | Carmín tropical (es) de Rigoberto Perezcano | | |
| 2015  | 13°     | Yode Matías Meyer | | |
| 2016  | 14°     | El vigilante de Diego Ros | | |
| 2017  | 15°     | Oso polar de Marcelo Tobar | | |
| 2018  | 16°     | La Camarista (es) de Lila Avilés | | |
| 2019  | 17°     | Je ne suis plus là (Ya no estoy aquí) de Fernando Frías (es) | | |
| 2020  | 18°     | Sans signe particulier (Sin señas particulares) de Fernanda Valadez | Sans signe particulier de Fernanda Valadez                                                                                                 | Ojito de meilleur actrice dans un long-métrage mexicain : Mercedes Hernández dans Sans signe particulier Ojito de meilleur acteur dans un long-métrage mexicain : Martijn Kuiper dans Ricochet de Rodrigo Fiallega Mention spéciale Mario Palmerín dans ¡Ánimo juventud! de Carlos Armella Ojo de la meilleure réalisation d'un long-métrage mexicain de fiction : Nicolás Pereda, pour Fauna         |
| 2021  | 19°     | 50 (o dos ballenas se encuentran en la playa) de Jorge Cuchí | | Nudo mixteco d'Ángeles Cruz Ojito de meilleure actrice dans un long-métrage mexicain : Karla Coronado dans 50 (o dos ballenas se encuentran en la playa) Ojito de meilleur acteur dans un long-métrage mexicain : José Antonio Toledanodans 50 (o dos ballenas se encuentran en la playa) Ojo de la meilleure réalisation d'un long-métrage de fiction : El otro Tom de Rodrigo Plá et Laura Santullo |
| 2022  | 20°     | El norte sobre el vacío (es) d'Alejandra Márquez Abella Huesera de Michelle Garza Cervera Dos estaciones de Juan Pablo González Manto de gemas de Natalia López Gallardo | | |
| 2023  | 21°     | Tótem de Lila Avilés Todos los incendios de Mauricio Calderón Rico | Tótem de Lila Avilés | Meilleur scénario d'un long-métrage mexicain de fiction : Temporada de huracanes d'Elisa Miller Ojo de la meilleure réalisation d'un long-métrage de fiction : Lila Avilés, pour Tótem Ojito de meilleure actrice dans un long-métrage de fiction : Adriana Llabres, dans Todo el silencio de Diego del Rio                                                                                           |
| 2024  | 22°     | Sujo d'Astrid Rondero et Fernanda Valadez | La Cocina d'Alonso Guillermo Ruizpalacios Remus                                                                                            | Prix du public Un cuento de pescadores d'Edgar Nito Ojito du meilleur acteur Andrés Revo dans Hombres Íntegros d'Alejandro Andrade Pease Ojito de meilleure actrice Diana Laura Di dans Violentas mariposas d'Adolfo Dávila Meilleur scénario d'un long-métrage mexicain de fiction pour Sujo Ojo de la meilleure réalisation d'un long-métrage de fiction pour Sujo                                  |

### Documentaire Mexicain
| Année | Édition | Documentaire mexicain                                  | Réalisation                                                      | Autre |
| ----- | ------- | ------------------------------------------------------ | ---------------------------------------------------------------- | --- |
| 2003  | 1°      | Niños de la calle                                      | Eva Aridjis                                                      | Mention spéciale Gabriel Orozco de Juan Carlos Martín La canción del pulque d'Everardo González Reyes Meilleur moyen-métrage documentaire XV en Zaachila de Rigoberto Perezcano |
| 2004  | 2°      | Trópico de Cáncer                                      | Eugenio Polgovsky                                                | Mention spéciale Relatos desde el encierro de Guadalupe Miranda |
| 2005  | 3°      | Toro negro                                             | Carlos Armella, Carlos González-Rubio et Pedro González-Rubio    | |
| 2006  | 4°      | La palomilla salvaje                                   | Gustavo Gamou                                                    | |
| 2007  | 5°      | Mi vida dentro                                         | Lucía Gajá (es)                                                  | |
| 2008  | 6°      | Trazando Aleida                                        | Christiane Burkhard                                              | |
| 2009  | 7°      | Presunto culpable                                      | Roberto Hernández, Roberto Smith et Geoffrey Smith               | |
| 2010  | 8°      | El Varal                                               | Marta Ferrer                                                     | |
| 2011  | 9°      | Silvestre Pantaleón                                    | Jonathan Amith, Jonathan Olivares Ruiz et Roberto Olivares Ruiz  | |
| 2012  | 10°     | Inori                                                  | Pedro González-Rubio                                             | |
| 2013  | 11°     | El cuarto desnudo                                      | Nuria Ibáñez                                                     | |
| 2014  | 12°     | La danza del hipocampo                                 | Gabriela D. Ruvalcaba                                            | |
| 2015  | 13°     | Los reyes del pueblo que no existe                     | Betzabé García (es)                                              | |
| 2016  | 14°     | Bellas de noche                                        | María José Cuevas (es)                                           | |
| 2017  | 15°     | Rush Hour                                              | Luciana Kaplan                                                   | |
| 2018  | 16°     | Una corriente salvaje                                  | Nuria Ibáñez Castañeda                                           | |
| 2019  | 17°     | El guardián de la memoria                              | Marcela Arteaga                                                  | |
| 2020  | 18°     | Tu'un Savi                                             | Uriel López España                                               | |
| 2021  | 19°     | Las Hostilidades                                       | Sebastián Molina Ruíz                                            | |
| 2022  | 20°     | Malitzin 17 Teorema de tiempo Ahora que estamos juntas | Mara et Eugenio Polgovsky Andrés Kaiser Patricia Balderas Castro | |
| 2023  | 21°     | El eco                                                 | Tatiana Huezo                                                    | |
| 2024  | 22°     | Li cham                                                | Ana Ts'uyeb                                                      | Prix du public : Adiós Caballos: Las Muchas Vidas de Q Lazzarus d'Eva Aridjis Fuentes Mention spéciale : La falla d'Alana Simoes                                                |

### Court-métrage mexicain
| Année | Animation                                                                            | Fiction | Documentaire                                                              | Référence |
| ----- | ------------------------------------------------------------------------------------ | --- | ------------------------------------------------------------------------- | --------- |
| 2003  | La historia de todos, de Blanca Xóchitl Aguerre                                      | La luna de Antonio, de Diana Cardozo Benia                                                                        | The Sixth Section, de Alex Rivera                                         | [ 20 ]    |
| 2004  | De raíz, de Carlos Carrera                                                           | El pasajero, de Matías Meyer                                                                                      | Bendita Muerte, de Alejandro Jiménez Ramos, Érika Mercado et Mario Trueba | [ 21 ]    |
| 2005  | Esfera, de Luis Felipe Hernández Alanís                                              | David, de Roberto Fiesco                                                                                          | Teatro mágico, de Jaime Munguía Ortiz                                     | [ 22 ]    |
| 2006  | El doctor, de Suzan Pitt                                                             | Ver llover, de Elisa Miller (es)                                                                                  |                                                                           | [ 23 ]    |
| 2007  |                                                                                      | Fénix, de Fernanda Romandía Peces plátano, de Natalia Beristáin (es) La caja de Yamasaki, de José Manuel Cravioto |                                                                           | [ 2 ]     |
| 2008  | Jacinta, de Karla Castañeda                                                          | La canción de los niños muertos, de David Pablos (es)                                                             | Zoogocho, de Bernardo Arellano                                            | [ 3 ]     |
| 2009  | ¿Y el agua?, de Dominique Jonard                                                     | Señora Pájaro, de Véronique Decroux                                                                               | El suicidio del tiempo: Pável González, de Daniel González Olvera         | [ 4 ]     |
| 2010  | Ponkina, de Beatriz Herrera Carrillo                                                 | La mina de oro, de Jacques Bonnavent                                                                              | Carne que recuerda, de Dalia Huerta Cano                                  | [ 5 ]     |
| 2011  | Prita Noire, de Sofía Carrillo Érase una vez, de Alejandro Ríos                      | Mari Pepa, de Samuel Isamu Kishi Leopo                                                                            | Réquiem para la eternidad, de Alberto Resendiz Gómez                      | [ 6 ]     |
| 2012  | Las tardes de Tintico, de Alejandro García Caballero                                 | Para armar un helicóptero, de Izabel Acevedo                                                                      | Paradero Norte, de Daniel Ulacia                                          | [ 7 ]     |
| 2013  | La casa triste, de Sofía Carrillo                                                    | La banqueta, de Anaïs Pareto Onghena                                                                              | Las montañas invisibles, de Ángel Linares                                 | [ 8 ]     |
| 2014  | 9:30 am, de Alfonso de la Cruz                                                       | Ramona, de Giovanna Zacarías                                                                                      | El sudor de la agonía, de Mariano Rentería Garnica                        | [ 9 ]     |
| 2015  | Rebote, de Nuria Menchaca                                                            | Bosnian Dream, de Sergio Flores Thorija                                                                           | El Buzo, de Esteban Arrangoiz J                                           | [ 10 ]    |
| 2016  | Taller de corazones, de León Fernández                                               | Verde, d'Alonso Ruizpalacios                                                                                      | Juan Perros, de Rodrigo Imaz                                              | [ 24 ]    |
| 2017  | Cerulia, de Sofía Carrillo (es)                                                      | Vuelve a mí, de Daniel Nájera Betancourt                                                                          | Relato Familiar, de Sumie García                                          | [ 25 ]    |
| 2018  | 32-Rbit, de Víctor Orozco Ramírez                                                    | La chica de dos cabezas, de Betzabé García                                                                        | El peso de los caídos, de Gastón Andrade                                  | [ 26 ]    |
| 2019  | Eclosión, de Rita Basulto                                                            | Encuentro, de Iván Löwenberg                                                                                      | Tuyuku (Ahuehuete), de Nicolás Rojas Sánchez                              | [ 27 ]    |
| 2020  | Our Perpetual Now, de Jorge Aguilar Rojo                                             | Pinky Promise, de Indra Villaseñor Amador                                                                         | (((((/*\))))) (Ecos del volcán), de Saúl Kak et Charles Fairbanks         | [ 28 ]    |
| 2021  | La odisea espeleológica de Sócrates, de Aria Covamonas                               | Al motociclista no le cabe la felicidad en el traje, de Gabriel Herrera                                           | Yollotl (Corazón), de Fernando Colín Roque                                | [ 29 ]    |
| 2022  | La ciudad, de Camila Uboldi y Andreas Papacostas                                     | Una mano bajo la nieve, de José Esteban Pablovich                                                                 | Las cosas que te digo, de Daniela Silva Solórzano                         | [ 31 ]    |
| 2023  | Nube, de Christian Arredondo Narváez, et Diego Alonso Sánchez de la Barquera Estrada | Xquipi (Ombligo), de Juan Pablo Villalobos Díaz                                                                   | África, de Salvador Santana II                                            | [ 31 ]    |
| 2024  | La mancha negra de Yareni Velázquez Mendoza                                          | Spiritum d'Adolfo Margulis                                                                                        | Buscando un burro de Juan Vicente Manrique                                | [ 19 ]    |

### Section Michoacana
| Année | Section de Michoacán              | Réalisation                               |
| ----- | --------------------------------- | ----------------------------------------- |
| 2004  | Bio-Bit                           | Manuel Cisneros Verduzco                  |
| 2005  | Cheranasticotown                  | Dante Cerano Bautista et Eduviges Tomás   |
| 2006  | Backslider (Reincidente)          | Antonio Flores Orozco                     |
| 2007  | Axuni Atari (Cazador de venados)  | Raúl Máximo Cortés                        |
| 2008  | Clandestino                       | Juan Pablo Arroyo et Edurne Farías        |
| 2009  | Nebraska                          | Adrián Ortiz Maciel                       |
| 2010  | Amaren Ideia. La idea de mi madre | Maider Oleaga                             |
| 2011  | Cuanajillo: La historia sin agua  | Stefan Guzmán Sotelo                      |
| 2012  | Epilepsia Tinajero                | Salvador Ponce                            |
| 2013  | Tiempos supermodernos             | Lubianca Durán                            |
| 2014  | Nunca regreses                    | José Leonardo Díaz Vega                   |
| 2015  | Donde nunca morirás               | Héctor Alexis Estrada García              |
| 2016  | Esto es lo que me tocó            | Alexa Gutiérrez                           |
| 2017  | La Palabra de la cueva            | Noé Martínez, Jorge Scobell et María Sosa |
| 2018  | El amor dura tres meses           | Rafael Martínez García                    |
| 2019  | Maliblue                          | Edson Contreras Ornelas                   |
| 2020  | Voces en la línea                 | Jessica Herreman                          |
| 2021  | La libertad interna               | Porfirio López Mendoza                    |
| 2022  | La colonial                       | David Buitrón Fernández                   |
| 2023  | Tan cerca de las nubes            | Manuel Cañibe                             |
| 2024  | Impronta                          | Rafael Martínez-García                    |

## Jury
| Année | Section des courts-métrages mexicains                                         | Section des documentaires mexicains                               | Section de Michoacán et Concours de Michoacán de scénarios de courts-métrages                                                     | Section des longs-métrages mexicains                                                |
| ----- | ----------------------------------------------------------------------------- | ----------------------------------------------------------------- | --- | ----------------------------------------------------------------------------------- |
| 2003  | Grégory Valens, Carlos Cuarón, Laurent Crouzeix, Carlos Carrera, Geoff Andrew | Juan Carlos Rulfo, Ilse Hughan, Arthur Dong                       | |                                                                                     |
| 2004  | Francis Gavelle, José María Prado, Diana Bracho                               | María-Christina Villaseñor, Jesse Lerner, Marcelo Panozzo         | José María Prado |                                                                                     |
| 2005  | Daniel Giménez Cacho, Patrice Carré, Irma Dulmers                             | Tom Luddy, Carlos A. Gutiérrez, Jorge Ayala Blanco                | José María Escriche, Marina Stavenhagen, Ana Cruz Navarro                                                                         |                                                                                     |
| 2006  | Pierre Murat, Carlos Bonfil, Jon Bloom                                        | Yves Jeanneau, Michael Fitzgerald, Joseph Beyer                   | Iván Trujillo, Guadalupe Ferrer Andrade, Magdalena Acosta, Luis Eduardo Madaria Alzaga, Sergio M. Guzmán García, Luis García Orso |                                                                                     |
| 2007  | Fernanda Solórzano, Jonathan Romney, Lizzie Francke                           | Sean Farnel, Leena Pasanen, Heidi Ewing                           | Jorge Sánchez Sosa, Ángeles Castro Gurría, Armando Casas                                                                          | Cecilia Suárez, Peter Scarlet, Trevor Groth                                         |
| 2008  | Sandra Rudich, Hannah McGill, Peter Brunette                                  | Steve Seid, Alex Rivera, Caroline Baron                           | Ana Carolina Rivera, Lucila Moctezuma, Nouredine Essadi                                                                           | Jorge Volpi, Julia Ormond, Cristian Mungiu, Mike Hodges                             |
| 2009  | Leo Soesanto, Nick Roddick, Mihai Chirilov                                    | Nicolas Philibert, Eugenio Polgovsky, Bill Guttentag              | Carlos Taibo Mahojo, José Esteban Martínez, Flavio González Mello                                                                 | Paul Julian Smith, José María Riba, Gabriel Orozco, Luis Mandoki                    |
| 2010  | Charles Tesson, Jukka-Pekka Laakso, Pablo Fendrik                             | Dennis Lim, Gideon Koppel, David Courier                          | Gustavo Sánchez Parra, Cristina Prado Arias, Ángel-Santos Garcés Constante                                                        | Gerwin Tamsma, Lucrecia Martel, Scott Foundas                                       |
| 2011  | Alissa Simon, Beth Sá Freire, Rémi Bonhomme                                   | Lucy Walker, Gideon Lichfield                                     | Gregorio Rocha Felipe Fernández del Paso, Sergio Arau                                                                             | Shannon Kelley, Javier Packer-Comyn, Michael Wood, Francois Dupeyron, Mark Cousins  |
| 2012  | Rachel Rosen, Bernard Payen, Jean-Pierre García                               | David Wilson, Naomi Uman, Josetxo Cerdán Los Arcos                | Juan Francisco Urrusti, Leticia Huijara, Elena Fortes                                                                             | Lynda Myles, Nick James, Lisandro Alonso                                            |
| 2013  | Hélène Auclaire, Zita Carvalhosa, Chris Fujiwara                              | Karen Cooper, Mirsad Purivatra, Monika Wagenberg                  | Abril Alzaga, Flavio Florencio, Claudia Norman                                                                                    | Todd McCarthy, Maria de Medeiros                                                    |
| 2014  | Pierre-Simon Gutman, Thierry Jobin, Alicia Morales                            | Jytte Jensen, Alessandro Raja, Chi-hui Yang                       | Alejandro Pelayo Rangel, Carlos Cuarón, Christian Sida-Valenzuela                                                                 | Carlo Chatrian, Daniel Giménez Cacho, Pawel Pawlikowski, Richard Peña               |
| 2015  | Diego Quemada-Diez, Iris Brey, Diana Bustamante                               | Nicolas Philibert, Juliano Ribeiro Salgado, Lesli Klainberg       | Alejandra Musi Arcelus, José Manuel García Ortega, Eduardo de la Vega Alfaro, María del Carmen de Lara Rangel                     | Laurent Cantet, Rasha Salti, Cristina Flutur, Rutger Wolfson, Wash Westmoreland     |
| 2016  | Tom Shoval, Olivier Pélisson, Linda Campos Olszewski                          | Elizabeth McIntyre, Luis Ospina, Diana Sánchez                    | Jonás Cuarón, Dolores Heredia, Gonzalo Rocha                                                                                      | Michel Ciment, Clotilde Courau, Gregory Nava, Jay Weissberg, Édouard Waintrop       |
| 2017  | Jean-Pierre García, Meredith Brody, Thomas Fouet                              | Heather Haynes, Bruni Burres, Andrea Guzmán Urzúa                 | Clémentine Mourão-Ferreira, Paulina Suárez Hesketh, Marco Julio Linares                                                           | Charles Tesson, Christoph Terhechte, Karel Och, Cristian Mungiu, Béla Tarr          |
| 2018  | Léo Soesanto, Michael Rowe, Jacques Kermabon                                  | Jason Spingarn-Koff, Iván Giroud Gárate, Julie Bertuccelli        | Alejandro Pelayo Rangel, Alfredo Loaeza, Carlos García Agraz                                                                      | Adele Romanski, Beki Probst, Lynne Ramsay, Patrice Leconte, Diego Luna              |
| 2019  | Nanako Tsukidate, Marina de Tavira, Cédric Succivalli, José María Prado       | Carol Littleton, Oskar Alegria, Steve Seid                        | Jenny Mügel, Jorge Michel Grau, Lorenza Manrique Mansour                                                                          | Michael Kutza, Eugenio Caballero, Diana Bracho, Lila Avilés, José María Prado       |
| 2020  | Patricia Riggen, Sébastien Duclocher, Farah Clementine Dramani-Issifou        | Rithy Panh, Nicolas Philibert, Nick James                         | Hugo Villa Smythe, Benoit Martin, Samuel Isamu Kishi Leopo                                                                        | Marisa Paredes, Lili Hinstin, John Bailey, Vanja Kaludjercic                        |
| 2021  | Ehsan Khoshbakht, José F. Rodríguez                                           | Elizabeth Lo, Tatiana Huezo, Sadie Tillery                        | Paula Amor, Manuel Elías López Monroy, Luna Marán                                                                                 | Mark Cousins, Philippe Claudel, Volker Schlöndorff                                  |
| 2022  | Marie-Pauline Mollaret, Will Noah, Arcelia Ramírez                            | Josh Siegel, Annouchka de Andrade, Heidi Ewing, Cédric Succivalli | Erwin Neumaier, Héctor Orozco, Columba Vértiz                                                                                     | Pawel Pawlikowski, Ava Cahen, Gaia Furrer                                           |
| 2023  | Jaime E. Manrique, Léo Ortuno, Justine Valtier                                | Michael Almereyda, Raul Niño Zambrano, Michèle Stephenson         | Fabienne Aguado, Ángeles Castro Gurría, Pável Granados                                                                            | Rodrigo Prieto, Irène Jacob, Brigitte Lacombe, Marie-Pierre Macia, Giona A. Nazzaro |
| 2024  | Esther Brejon, Fernando Eimbcke, César Díaz                                   | Mary Bell, Cristian Calónico Lucio, Doris Metz                    | Armando Casas, Itzel Martínez del Cañizo, Jorge Magaña                                                                            | Alexander Payne, Liv Tyler, Ira Sachs                                               |